# Bas Banning en de schatgravers
Bas Banning en de schatgravers is een deel uit de Bas Banning-serie jeugdboeken van A. van Aardenburg (pseudoniem van Herman Pijfers), over een schat uit de Tweede Wereldoorlog die in een ruïne verborgen is. Het verhaal speelt op de Frankfurter Buchmesse en in het fictieve Nederlandse dorp Horstenberg.

## Personages
- Bas Banning, journalist
- Heiligers, persfotograaf
- Lagerwei, redactiechef
- Green, uitgever en bezoeker van de Frankforter Buchmesse
- Molenaar, eigenlijk Cornelisse, handlanger van Green
- Chauffeur van Mercedes, handlanger van Green en Molenaar
- Tante Anna Meier en tante Hanna Meier, oudtantes van Bas, beide ongeveer zestig jaar oud
- Brouwer, eigenaar van de Petershof
- Koos de Beer, schipper die met zijn roeiboot passagiers over het water zet

## Inhoud
Op het terrein van ruïne de Petershof is in de Tweede Wereldoorlog een schat verborgen door mensen die zelf zijn omgekomen. De documenten waarop een en ander staat aangegeven, zijn ingezien door de Britse uitgever Green, die van plan is om na de Frankfurter Buchmesse een weekje in Nederland te besteden om naspeuringen te doen. Op de Messe komt hij in contact met Bas Banning en Heiligers die een reportage maken over het boekenfestijn waar tweeduizend uitgevers samen 70.000 boeken presenteren. In het hotel hebben ze Green als buurman en die wordt tijdens hun afwezigheid overvallen en raakt daarbij gewond. Bas heeft inderdaad iemand zien rennen en herkent deze persoon later op de Buchmesse, wordt tijdens zijn achtervolging aanvankelijk bewusteloos gemept, maar weet de man later alsnog te overmeesteren.
De gewonde Green verzoekt Bas om de koffer met documenten waar het de overvaller om te doen was, voor hem naar Londen te brengen. In Londen aangekomen blijkt de koffer te zijn verwisseld voor een identiek exemplaar. Bas vermoedt een misverstand en de KLM zal ervoor zorgen dat de koffers omgeruild worden. Bas heeft een velletje van de documenten in zijn portefeuille bewaard. Op zijn Londense hotelkamer betrapt hij na de maaltijd een man die hier kennelijk naar op zoek was en weet te ontkomen. De volgende dag heeft Bas zijn koffer terug, maar de documenten zijn weg.
De door Bas bekeken documenten wijzen uit dat de schat vlak bij het dorp Horstenberg light, waar Bas twee oudtantes heeft wonen op 'Op de hoek', Anna en Hanna, beiden rond de zestig. Daar gaat hij logeren om de schat te zoeken. Per expresbrief heeft hij zijn komst aangekondigd, maar van zijn tantes verneemt hij dat er zojuist een man was komen zeggen (er is geen telefoon) dat Bas verhinderd was. Onderweg is Bas door regen overvallen en heeft onderdak gekregen op de boot van ene Molenaar en vandaar zag hij een Mercedes heen en weer rijden. Bas vermoedt dat deze eerst de boodschap heeft gebracht en op de weg terug geprobeerd heeft hem te onderscheppen, maar dat mislukte omdat Molenaar hem onderdak bood.
De volgende dag verneemt Bas van de postbode dat de chauffeur van de auto de expresbrief op het postkantoor heeft bekeken met de smoes dat hij zelf zo'n brief verwachtte. Zo moet de man aan het adres van de tantes zijn gekomen. Op de fiets gaat hij naar de Petershof om naar de schat te zoeken. Het document dat hij in zijn portefeuille bewaarde bevat namelijk de aanduiding van de exacte plaats. Eigenaar Brouwer stuurt Bas echter weg met de mededeling dat geruchten over een schat al sinds de oorlog de ronde doen er gisteren ook al twee mensen voor geweest zijn. Onverrichter zake fietst Bas terug, maar Koos de Beer, die met zijn roeiboot passagiers overzet, blijkt onvindbaar. Samen met een eveneens wachtende slagersknecht die bestellingen moet afleveren, neemt Bas een klaar liggende roeiboot. Die raakt echter halverwege lek en de knecht kan niet zwemmen. Bas redt hem, maar de jongen is bewusteloos en heeft een dokter nodig. Bas houdt een auto aan, de enige die daar rijdt is de geheimzinnige auto die het op hem gemunt heeft. De chauffeur brengt de jongen naar de dokter en probeert Bas vast te houden, maar die weet te ontsnappen door in het water te springen. Daar wordt hij gered door Molenaar.
Aan boord van de boot ontdekt Bas een identieke koffer als degene waarmee de koffer van Green werd verwisseld en begint Molenaar verdacht te vinden. Molenaar zet hem echter zonder mankeren af aan de oever nabij het huis van zijn tantes. Die nacht gaat Bas opnieuw naar de Petershof om de schat te zoeken. In een verborgen onderaardse gang treft hij inderdaad volgens de aanwijzingen een ijzeren kist aan, die met een laag stof is bedekt. Als hij teruggaat, loopt hij in de val. De chauffeur van de Mercedes staat hem aan de ingang op te wachten. Het blijkt dat hij en Molenaar handlangers zijn en nu breekt de chauffeur de kist open terwijl Molenaar Bas in bedwang houdt. Molenaar legt Bas de opzet uit: de een zou Bas opjagen en de ander de redder spelen en zo zijn vertrouwen winnen. Ze zijn ingehuurd door Green, die probeerde om met een in scène gezette diefstal de eigenaren van de documenten om de tuin te leiden en zo de schat zelf te houden. Terwijl Molenaar zijn verhaal doet, ziet Bas achter hem zijn tantes aankomen. Die vertrouwden de rare gebeurtenissen niet en hebben de politie gewaarschuwd. Een gevecht breekt uit, waarbij de eigenaar van de Petershof wakker wordt. De twee bandieten vluchten, maar worden even verder door de politie opgewacht. In de kist blijkt inderdaad een schat aan goud en juwelen te liggen, die aan de rechtmatige eigenaren zullen worden gegeven. In Frankfort wordt Green, het brein achter de opzet, gearresteerd.

## Publicatiegeschiedenis
Het avontuur verscheen voor het eerst in 1960 bij Uitgeverij De Fontein en werd na enkele drukken opgenomen in een van de omnibussen waarin de Bas Banning-verhalen werden verzameld. In de jaren zeventig verscheen een licht gemoderniseerde paperback-editie, met een nieuw omslag en drie illustraties. Ook hiervan verschenen enkele herdrukken.

## Bron
A. van Aardenburg, Bas Banning en de schatgravers. De Bilt: Uitgeverij De Fontein B.V. 1973. ISBN 9026111193
Bas Banning en de zwarte ruiter · Bas Banning en de vliegende cowboys · Bas Banning en de geheimzinnige kabelbaan · Bas Banning en de autosmokkelaars · Bas Banning en het Spaanse galjoen · Bas Banning en de Tour de France · Bas Banning en de DAF-600 · Bas Banning en de geheime raket · Bas Banning en de verdwenen Rembrandt · Bas Banning en de Rode hand · Bas Banning en de zweefmannen · Bas Banning en de schatgravers